# Thomas MacGreevy
Thomas MacGreevy (26 de octubre de 1893 - 16 de marzo de 1967) fue un poeta y crítico irlandés, figura central del vanguardismo de dicha nacionalidad (llamado en inglés modernism: modernismo anglosajón). Fue también director de la National Gallery of Ireland, entre 1950 y 1963, y trabajó en el primer Irish Arts Council ("An Chomhairle Ealaíon"). El nombre familiar era 'McGreevy', pero el poeta lo cambió a mediados de los años 30 por el más irlandés 'MacGreevy', sin embargo en las bibliografías pueden encontrarse ambos apellidos.

## Primeros años
Thomas MacGreevy nació en el condado de Kerry, hijo de un policía y una maestra de enseñanza primaria. A los 16 años, trabajó en ministerios para el British Civil Service como botones. Al estallar la Segunda Guerra Mundial, trabajó para la inteligencia en el Almirantazgo Británico. Prestó servicio en Bélgica y Francia, siendo herido dos veces.
Acabada la guerra, estudió en el Trinity College de Dublín. En ese momento empezó a relacionarse en medios literarios y a publicar artículos en periódicos irlandeses; escribió asimismo sus primeros poemas.

## Carrera poética
En 1924, MacGreevy fue presentado por primera vez a James Joyce en París. Al año siguiente se trasladó a Londres, donde conoció al poeta T. S. Eliot, empezando a escribir para la revista de este, The Criterion, además de para otras revistas. Entonces se iniciaron sus publicaciones poéticas.
En 1927, MacGreevy se trasladó a París para enseñar inglés en la École Normale Supérieure. Aquí trabó relación con el dramaturgo irlandés Samuel Beckett, renovando también su amistad con Joyce. Participó con su ensayo The Catholic Element in Work In Progress (1929), en la compilación titulada Our Exagmination Round His Factification for Incamination of Work in Progress, libro de apoyo y promoción del Finnegans Wake de Joyce. Este libro contó también con una aportación de Beckett. Junto con este autor y otros varios, firmó Poetry is Vertical, manifiesto que apareció en el número 21 de la revista de Eugene Jolas transition (en minúscula).
En 1934, su libro Poems fue publicado en Londres y Nueva York. Este libro muestra lo mucho que había aprendido MacGreevy de la teoría poética del imagismo y de La tierra baldía de T. S. Eliot, aunque demuestra también ser una obra muy personal. El libro fue muy alabado por el poeta norteamericano del modernism Wallace Stevens; ambos poetas mantendrían una correspondencia regular.
Aunque MacGreevy en años sucesivos siguió escribiendo poesía, esta fue la única colección que publicó en vida. Desde su muerte han aparecido dos Collected Poems (poesías reunidas), una en 1971 y la otra veinte años más tarde.

## Crítica
Como se ha dicho, MacGreevy publicó con regularidad artículos críticos en Londres. Estos consistían principalmente en reseñas de libros, de ópera y ballet. Además de estos escritos y de la aludida obra sobre Finnegans Wake, escribió dos libros extensos sobre otros escritores: T.S. Eliot: A Study y Richard Aldington: An Englishman, ambos en 1931.

## MacGreevy y el arte
En 1929 MacGreevy empezó a trabajar en Formes, una publicación especializada en bellas artes. También publicó una traducción de la obra de Paul Valéry Introduction à la méthode de Léonard de Vinci: Introduction to the Method of Leonardo da Vinci. A mediados de los años 30, regresó a Londres y allí se ganó la vida como profesor en la National Gallery. Entre 1938 y 1940 fue el crítico principal de la revista The Studio. Publicó varios libros sobre arte y artistas, entre los que se incluyen Jack B. Yeats: An Appreciation and an Interpretation y Pictures in the Irish National Gallery (ambos de 1945), y Nicolas Poussin (1960). Como se ha dicho, fue director de la National Gallery of Ireland de 1950 a 1963.

## MacGreevy y el catolicismo
MacGreevy fue toda su vida católico devoto, lo que se echa de ver en su poesía y vida profesional. Al regresar a Dublín durante la Segunda Guerra Mundial, escribió para las revista católicas Father Mathew Record y The Capuchin Annual, llegando a ser miembro del consejo editorial de esta última; MacGreevy logró así transmitir algo de la cultura intelectual europea a un medio tan conservador como la Iglesia católica irlandesa.